# NGC 2942
NGC 2942 é uma galáxia espiral (Sc) localizada na direcção da constelação de Leo Minor. Possui uma declinação de +34° 00' 22" e uma ascensão recta de 9 horas, 39 minutos e 08,0 segundos.
A galáxia NGC 2942 foi descoberta em 6 de Março de 1828 por John Herschel.